# Samoset
Samoset, parfois orthographié Somerset, né vers 1590 et mort en 1653, est le premier Amérindien à nouer des contacts avec les Pères pèlerins de la colonie de Plymouth.
Le 16 mars 1621, les colons découvrent que Samoset se promène au milieu de leur campement et les salue en anglais, une langue qu'il avait commencé à apprendre de pêcheurs anglais qui fréquentaient les eaux de ce qui est maintenant le Maine.
Sachem (chef amérindien) d'une tribu des Abénaquis qui résidaient dans l'actuel Maine, il rendait visite au chef des Wampanoags Massasoit lors de sa découverte du campement.